# Zwartzusters Veurne
Die in Veurne ansässigen Zwartzusters Augustinessen sind eine Kongregation aus der Ordensfamilie der Zwartzusters.

## Geschichte
Wann die Schwestern genau nach Veurne kamen, ist nicht bekannt; erstmals werden sie in einer Stadtrechnung aus dem Jahre 1461 erwähnt. Das Kloster, möglicherweise aus einem Beginenhof entstanden, besaß bereits vor 1512 eine eigene Kapelle und wurde 1521 der heiligen Ursula geweiht. Aus einer Urkunde des Jahres 1533 geht hervor, dass die Schwestern auch Mädchen unterrichteten. Als die Geusen die Stadt in der zweiten Hälfte des 16. Jahrhunderts unter ihre Kontrolle brachten, sollte das Kloster 1580 verkauft werden, dies jedoch unterblieb wegen des Protests des Stadtmagistrat. Trotzdem war ein Überleben nur durch den Zuzug einiger Schwestern aus Ypern im Jahre 1586 möglich, dessen Filiale es seitdem war. Drei Jahre später begann die Gemeinschaft mit finanzieller Unterstützung des Stadtmagistrats die verfallenen Klostergebäude zu renovieren. Die Pestopfer pflegend, waren 1593 drei Schwestern im Sint-Janshospital tätig, wozu sich bis 1606 noch zwei weitere gesellten. 
Als die Grauwzusters 1639 die Klausur eingeführt hatten, übernahmen sie erneut den Schuldienst und gegen eine Vergütung durch den Stadtmagistrat auch die Sorge um die Waisenkinder und Geisteskranken. Das Kloster besaß das alleinige Bestattungsrecht in der Stadt und errichtete 1724 mit einer finanziellen Unterstützung des Magistrates eine neue Klosterkapelle. Die Größe der Gemeinschaft nahm in diesen Jahren stetig ab. Nachdem die Gemeinschaft 1650 mit 18 Schwestern ihre Höchstzahl erreicht hatte, schrumpfte sie 1700 auf zwölf und 1787 auf neun Schwestern.
Am 3. Oktober 1796 teilten die französischen Besatzer den Schwestern mit, das Kloster werde aufgehoben. Alle Versuche, dies zu verhindern, schlugen fehl und am 19. Januar 1797 erfolgte der endgültige Aufhebungsbescheid. Das Gebäude und sein Inventar wurde am 10. Februar 1798 einer Schätzung unterworfen und am 22. März verkauft. Die vier übrig gebliebenen Schwestern verließen ihr Heim endgültig. 
1814 bemühte sich mit Schwester Jacoba De Winter die letzte Überlebende um die Wiederherstellung des Klosters und bat die Schwestern in Belle und Dixmuide, ein oder zwei Schwestern zu senden. Zusammen mit ihr schrieb der Pfarrer Franciscus Rousseeuw an den Bischof, welcher am 13. Januar 1815 seine Zusage gab, aber mit dem Tragen des Ordenskleides zu warten empfahl, bis alle Vorbereitungen erledigt seien. Da das ehemalige Klostergebäude verkauft worden war, mietete man auf der Zwarte Ninnenstraat ein Haus, welches dem ehemaligen Kloster genau gegenüberlag. Am 1. Mai 1815 bezog Schwester Jacoba zusammen mit vier Postulantinnen das neue Kloster, einen Tag später erhielt Pfarrer Rousseeuw die bischöfliche Erlaubnis zur Einkleidung der Postulantinnen. Einen Monat später trafen zwei Schwestern aus Belle (Soeurs de Notre-Dame du Fief) ein. 
Nachdem Mutter Jacoba am 16. Oktober 1815 verstorben war, erhielt die Gemeinschaft am 9. November 1821 die staatliche Anerkennung und wurde auf maximal acht Mitglieder beschränkt. Im Folgejahr gelang es ihnen, einen Teil des ehemaligen Klosters zurückzukaufen und es 1823 nach erfolgter Renovierung mit fünf Schwestern zu beziehen. 1830 wurde Mitgliederbeschränkung auf zehn und 1875 auf fünfzehn angehoben.
Die Kongregation bischöflichen Rechtes errichtete 1905 auch ein Altenheim in Veurne, welches jedoch baulich nicht direkt mit dem Mutterhaus zusammenfiel. Während des Ersten Weltkrieges versorgten sie zusammen mit den Zwartzusterkongregationen von Ieper und Dixmuide ein Kinderheim in Wulveringem. Nach dem Ersten Weltkrieg wurden weitere Filialen gegründet und das Mutterhauses neu gebaut. 
Am 27. März 1928 vereinigte sich die 53 Schwestern zählende Kongregation mit dem Augustinerorden. Nachdem die Deutschen Belgien besetzt hatten, wurde das Mutterhaus im Februar 1943 von ihnen beschlagnahmt, woraufhin der Konvent in ein Haus auf der Veleeshouwerstraat übersiedelte. Wie viele andere Gemeinschaften spürten auch sie den zunehmenden Nachwuchsmangel, so dass sie 1954 noch mit 34 Schwestern in zwei Niederlassungen anzutreffen waren. Am 10. Oktober 1954 fusionierten sie mit der Kongregation der Zwartzusters, Mutterhaus Brügge.